# فیله خاصه
فیله خاصه، روستایی از توابع بخش زنجانرودپایین شهرستان زنجان در استان زنجان ایران است.

## جمعیت
این روستا در دهستان زنجان‌رود پایین قرار دارد و براساس سرشماری مرکز آمار ایران در سال ۱۳۸۵، جمعیت آن ۱۰۴ نفر (۲۳خانوار) بوده‌است.
ولی امروز 1399/06/24 جمعیت این روستا بالغ بر 24 خانوار و80نفر میباشد.